# Rio Doman
O Rio Doman é um rio da Romênia, afluente do Bârzava, localizado no distrito de Caraş-Severin.